# Ликург (сын Дрианта)

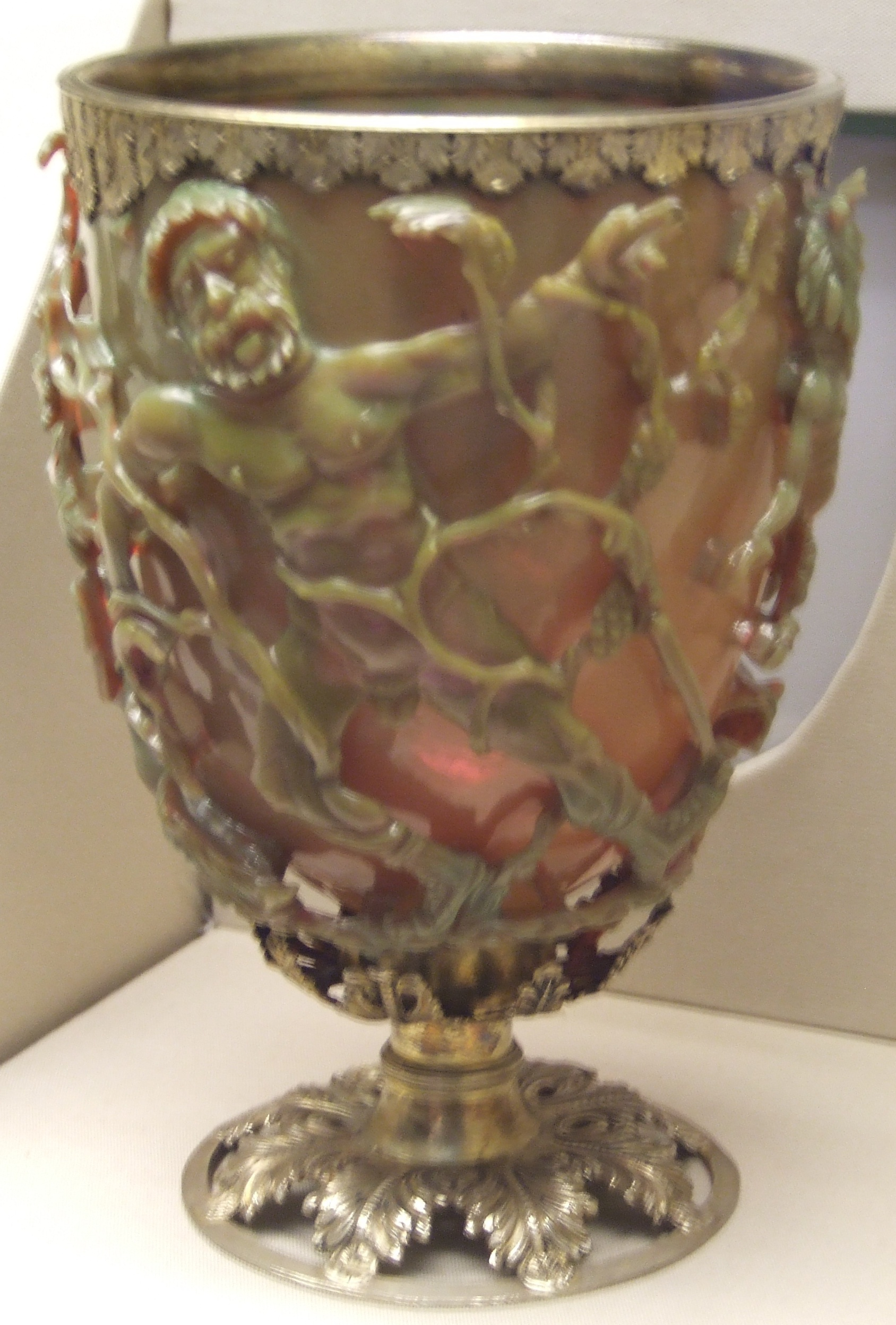
Гибель Ликурга от виноградных лоз изображена на двуцветном кубке из Британского музея

Ликург (др.-греч. Λυκοΰργος) — персонаж древнегреческой мифологии, царь фракийского племени эдонов. Враждовал с Дионисом и из-за этого был ослеплён или погиб. В историческую эпоху стал героем ряда пьес на греческом и латинском языках.

## В мифологии
Большинство источников называет Ликурга сыном Дрианта (Дриаса), но у Нонна Панополитанского это сын Ареса. О царе фракийского племени эдонов, наказанном за свою враждебность по отношению к Дионису, писали многие античные авторы начиная с Гомера (это единственный миф из дионисова цикла, упомянутый в гомеровских поэмах). В «Илиаде» сообщается, что Ликург прогнал из своего царства младенца Диониса, убив его кормилиц, и за это его ослепил отец ребёнка — Зевс. В более поздних источниках (начиная, по-видимому, с афинской драматургии V века до н. э.) конфликт становится ещё более трагическим. Теперь Дионис появляется во Фракии в юношеском возрасте, в сопровождении вакханок. Царь приказывает поместить его под стражу, но вскоре дворец начинает дрожать, словно от землетрясения, и Дионис легко выходит на свободу. Согласно Псевдо-Аполлодору, юный бог наслал на Ликурга безумие: думая, что вырубает виноградную лозу, тот напал с топором на собственного сына Дрианта, убил его и разрубил тело на куски. По другим версиям, он отрубил себе ногу или обе.
Позже Ликург пришёл в себя и понял, что наделал. Из-за сыноубийства земля перестала приносить урожай, и боги объяснили эдонам, что единственный способ всё исправить — убить царя. Ликурга отнесли к горе Пангей, там связали и оставили на растерзание лошадям. По другим версиям, Дионис на Родопе бросил его пантерам, либо «заключил в скалу», либо царь покончил с собой.
Существуют и альтернативные версии мифа. Согласно Дионисию Скитобрахиону, Ликург напал на войско Диониса, возвращавшееся из индийского похода, и перебил большую часть менад. Нонн Панополитанский пишет, что Ликург жил в аравийской Нисе, убивал путников и разрубал их на куски, принося таким образом жертвы Аресу; он был обожествлён арабами.

## Память
Эсхил посвятил мифу о Ликурге целую тетралогию, куда вошли сохранившиеся фрагментарно трагедии «Эдоняне», «Бассариды» и «Юноши» и сатировская драма «Ликург». Царь эдонов стал заглавным героем трагедий Тимокла и Полифрасмона, комедии Анаксандрида. Гней Невий создал переложение тетралогии Эсхила на латинском языке. В эллинском изобразительном искусстве активно использовался сюжет о безумии Ликурга.
Исследователи констатируют, что в мифе о Ликурге, как и в истории Пенфея, нашла отражение происходившая в действительности борьба между первыми адептами дионисийского культа и сторонниками классической эллинской религии.